# Uruguay (fiume)
L'Uruguay (in spagnolo, río Uruguay) è un fiume dell'America meridionale.
Scorre da nord a sud bagnando il Brasile, l'Argentina e l'Uruguay. Viene principalmente utilizzato per la produzione di energia elettrica.

## Origine del nome
Il nome del fiume proviene dall'interpretazione dei colonizzatori spagnoli della parola che i locali usavano per indicarlo. Il nome originale, Urugua'ý, in lingua guaraní, significa "il fiume degli uccelli colorati"

## Caratteristiche fisiche
Secondo le sue caratteristiche idrografiche, il fiume Uruguay può essere considerato fisicamente composto da tre sezioni: la superiore, l'intermedia e l'inferiore.
- La parte superiore del suo corso è rapida e poco navigabile. Si ritiene che sia il tratto del fiume compreso tra la confluenza del Pelotas e del Canoas fino allo sbocco del Piratini, con una estensione di 816 km e un dislivello di 43 cm/km.

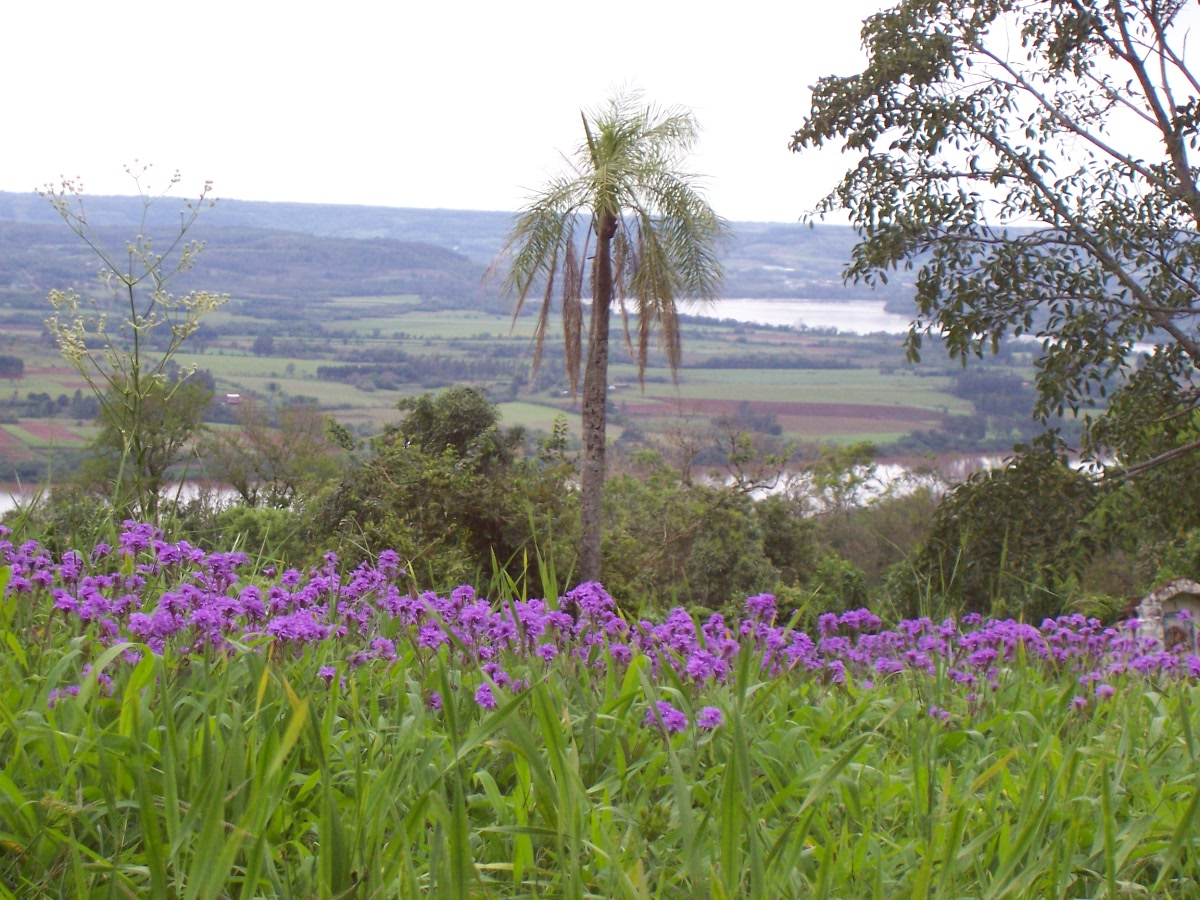

- La sezione intermedia si trova tra lo sbocco del Piratini e la località uruguaiana di Salto. Con una estensione di 606 km, il dislivello di questo tratto è di 9 cm/km.

- Il tratto inferiore è quello che si trova tra Salto e Nueva Palmira; è il tratto di minore estensione (con un totale di 348 km) ed è anche quello con minore dislivello, con una pendenza media di appena 3 cm/km.

A partire dalla confluenza del fiume Cuareim (frontiera nord tra Uruguay e Brasile) il suo letto è occupato da numerose isole e fondali bassi e rocciosi. Importanti affioramenti di basalto determinano le cascate denominate Salto Grande (adesso sostituite dall'omonima diga) e Salto Chico (Salto Piccolo).

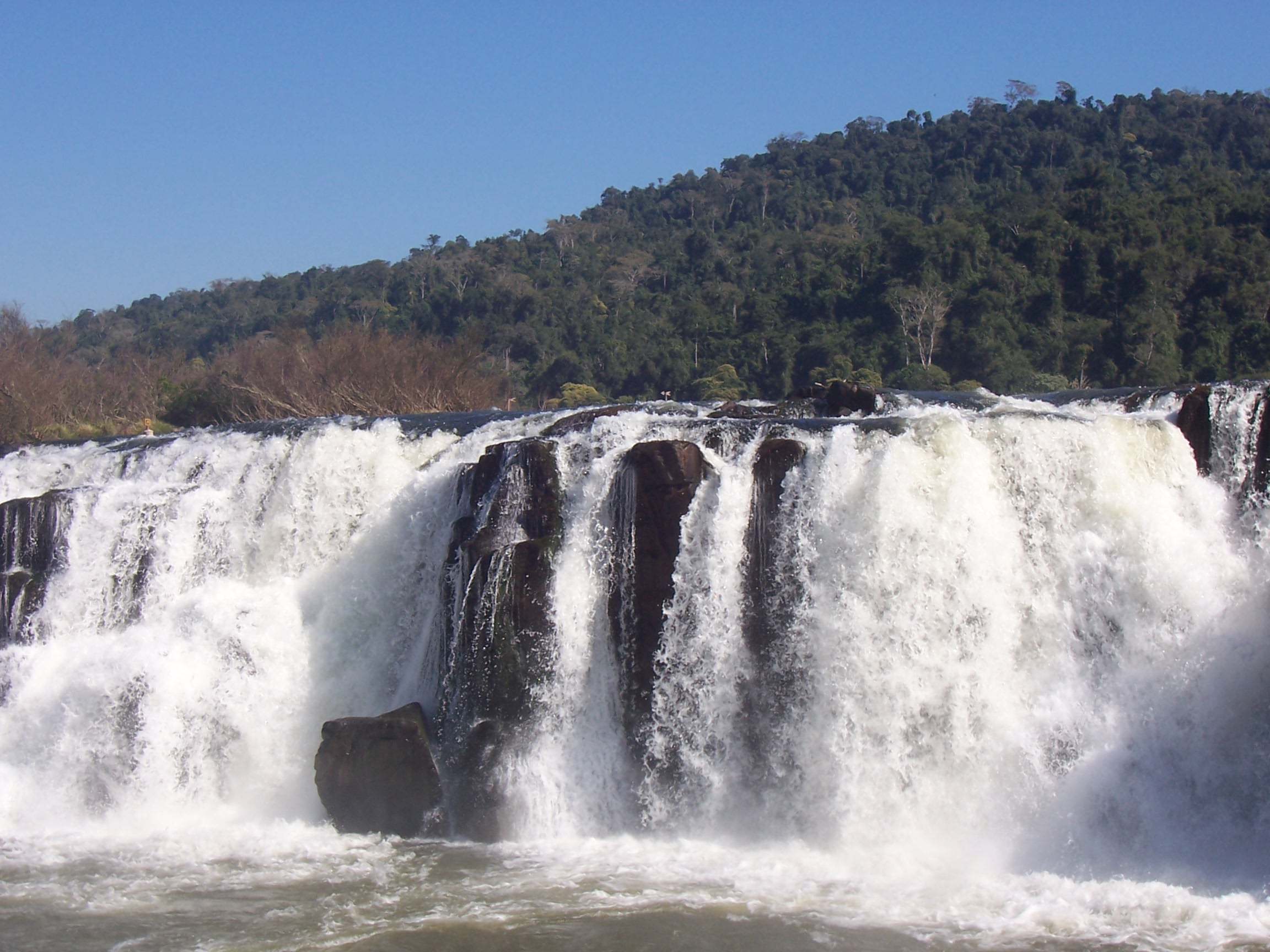
Il salto grande

La portata media in corrispondenza delle città di Salto e Concordia è di 4622 m³/s. 
Il massimo registrato dal 1898 è di 37.714 m³/s (anno 1992). Il minimo registrato dallo stesso anno è di 109 m³/s e si è verificato l'anno 1945 (all'interno dell'emiciclo secco 1920-1970).

## Principali affluenti
Gli affluenti che sono categorizzati come fiumi sono i seguenti:
- In territorio brasiliano: Canoas e Pelotas (la cui confluenza dà origine al fiume Uruguay), Peixe, Chapeco, Pepirí Guazú, Varzen, Cuaritá, Yjuí, Piratini, Yeamacuá, Ybicuí, Yaguarí e Toropí
- In territorio argentino:Aguapey, Miriñay, Mocoretá e Gualeguaychú
- In territorio uruguaiano: Cuareim (alla frontiera con il Brasile), Arapey, Daymán, Queguay, Río Negro e San Salvador.

## Navigabilità

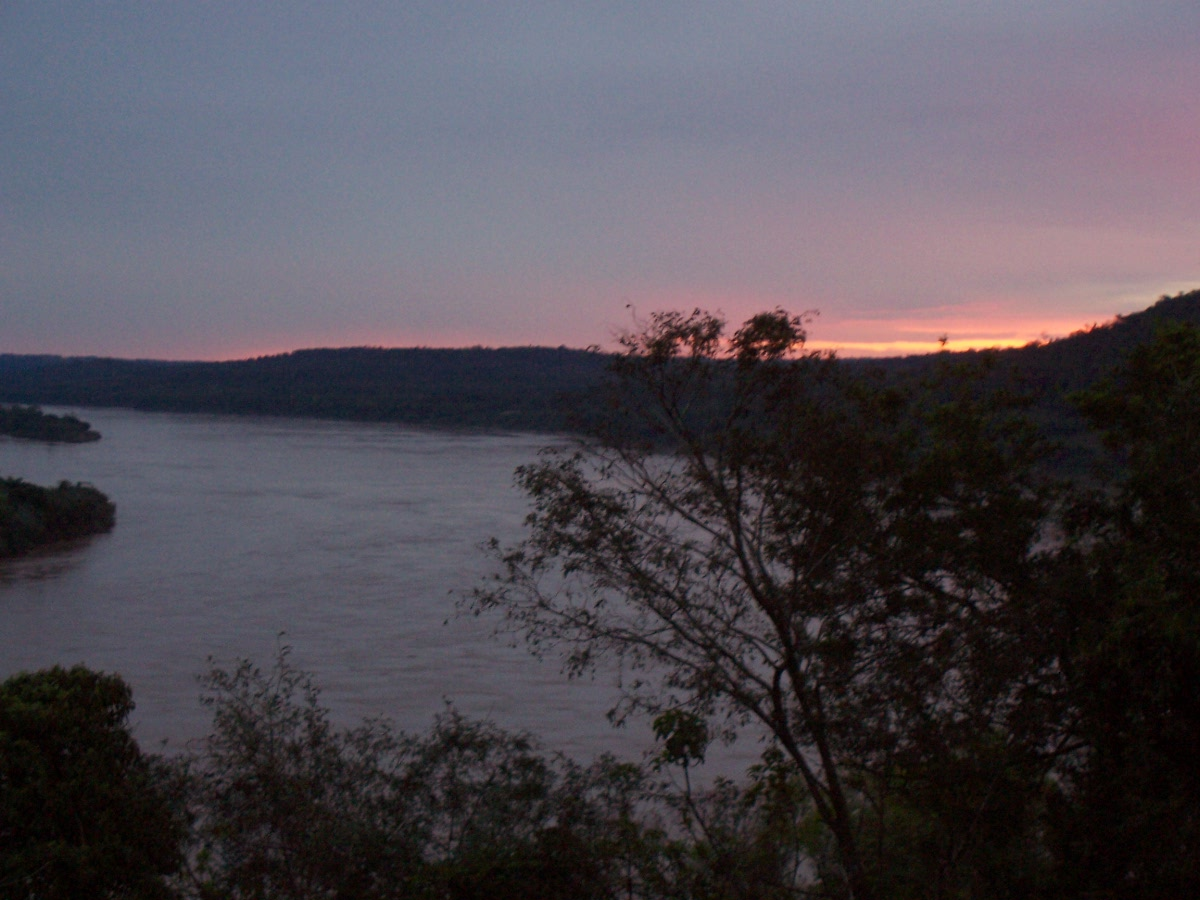
Il tramonto nel fiume Uruguay, fotografato dall'Argentina

La maggior parte della navigazione sul fiume Uruguay si concentra nel suo settore inferiore, specialmente tra le città di Concepción del Uruguay e lo sbocco nel Río de la Plata.
Nonostante ciò, l'Uruguay è navigabile fino al Salto Chico, sebbene la mancanza di profondità nei passi "Vera" e "Almirón" rende possibile la navigazione al nord di Fray Bentos, per arrivare ai porti di Paysandú e Salto, solo da parte di imbarcazioni di piccola dimensione. Prima del Salto Chico, in Brasile, tra le città di São Borja e Uruguaiana, si osservano alcune forme di navigazione, sebbene da parte di imbarcazioni di ridotta portata.
A valle, il fiume si insena e scorre con meno velocità verso Paysandú e Fray Bentos, essendo presente in questa città un porto di acque profonde, al pari di Nueva Palmira.

## Sfruttamento del fiume
Il principale utilizzo che si fa del fiume è quello di generare energia idroelettrica, per mezzo della Diga di Salto Grande (proprietà di Uruguay e Argentina), che si trova situata dove anteriormente si trovavano le cascate omonime.
Attualmente è allo studio un progetto per costruire un complesso idroelettrico chiamato "Garabí", 7 chilometri a valle della città argentina di Garruchos e della città omonima brasiliana. Il progetto è destinato alla fornitura di energia elettrica e allo sfruttamento dei terreni adiacenti per mezzo dell'irrigazione.